# Nikola Pilić
Nikola Pilić, hrvaški tenisač, * 27. avgust 1939, Split, Kraljevina Jugoslavija.
Pilić je največji uspeh kariere dosegel z uvrstitvijo v finale Grand Slam turnirja za Odprto prvenstvo Francije, kjer ga je leta 1973 v treh nizih premagal Ilie Năstase. Najvišjo uvrstitev na moški teniški lestvici ATP je dosegel 31. oktobra 1973 z dvanajstim mestom. Leta 1970 je osvojil turnir za Odprto prvenstvo ZDA med moškimi dvojicami s Pierrom Barthèsom. Leta 1961 je na Poletni univerzijadi osvojil zlato v dvojicah in srebro posamično, leta 1963 pa zlato na Sredozemskih igrah med dvojicami.
Po koncu kariere tenisača je deloval kot trener in postal prvi kapetan, ki je osvojil Davisov pokal s tremi različnimi državami, Nemčijo v letih 1988, 1989 in 1993, Hrvaško leta 2005 ter Srbijo leta 2010. Pri Münchnu je odprl teniško akademijo, iz katere sta izšla tudi Michael Stich in Novak Đoković.

## Posamični finali Grand Slamov (1)

### Porazi (1)
| Leto | Turnir                    | Nasprotnik v finalu | Rezultat finala |
| 1973 | Odprto prvenstvo Francije | Ilie Năstase        | 6–3, 6–3, 6–0   |